# Sierra (higo)
 'Sierra' es un cultivar moderno de higuera de tipo higo común Ficus carica bífera, de higos de piel color verde claro a amarillo dorado. En América del Norte son capaces de ser cultivadas en USDA Hardiness Zones 8B a más cálida.

## Sinonimia
- Sin sinónimos,[4][5]

## Historia
En la UC Davis (Fresno), James Doyle mantuvo el germoplasma y las cruces hechos por los obtentores Ira J. Condit y Storey en la década de 1960 en la UC Riverside, hasta que el programa de mejoramiento de higos se revivió en 1989. Desde entonces, Doyle y Louise Ferguson hicieron cruces y produjeron la variedad cultivares de higo común 'Sierra' de patente liberada en 2005 y 'Sequoia' patentados.
'Sierra' es apta para la producción de higos secos y ambos son buenos higos frescos. Tienen piel de color amarillo verdoso y pulpa de color ámbar rojizo. Este color de piel es competitivo con 'Calimyrna' y 'Kadota' de color amarillo verdoso, y complementa los higos de California 'Brown Turkey' y 'Mission' de color negro violeta. 'Sierra' y 'Sequoia' producen una segunda cosecha grande con fruta de tamaño grande a mediano y mantienen el tamaño de la fruta hasta bien entrado el otoño, en contraste con el tamaño de fruta pequeño de fines de temporada de los higos 'Mission' y 'Kadota' y la ausencia de fruta en 'Calimyrna'.
El ostiolo de los higos de la 'Sierra' y 'Sequoia' es muy ajustado, lo que reduce la posible infestación de insectos y las enfermedades fúngicas que se transmiten por los insectos. El sabor y la calidad de la fruta de ambos son tan buenos o mejores que las cuatro variedades previamente establecidas aquí, a excepción de Calimyrna. El aumento de las plantaciones y las ventas en el mercado de estas nuevas variedades demuestra que estos dos higos desempeñarán un papel importante en la industria del higo fresco, que continúa creciendo en California.
'Sierra' fue presentada por los criadores de la « “University of California Cooperative Extension” » (Extensión Cooperativa de la Universidad de California) (Kearney) en 2005 para ser utilizada por los productores en el Valle Central. Los productores han descubierto que a 'Sierra' le van bien tanto las aplicaciones tanto de higo en fresco como en higo seco. Los 'Sierra' son higos comunes partenocárpicos (sin necesidad de ser polinizados por cabrahigo).
Higos de buen sabor. Buenos para su cultivo en la costa oeste. Ideal para climas cálidos.

## Características
Las higueras 'Sierra' se pueden cultivar en USDA Hardiness Zones 8B a más cálida, siendo la zona óptima de cultivo comprendida entre USDA Hardiness Zones de 8B a 10.
La planta es un árbol grande bífera, y muy productivo tanto de brevas, que maduran a fines de junio, como la cosecha principal de higos que comienza a madurar a fines de agosto. Fue desarrollado para obtener un higo similar al 'Calimyrna' pero sin necesidad de caprificación
Hoja generalmente pequeña; subcordato en la base; con 5 a 7 lóbulos. Las plantas son vigorosas, pero no particularmente resistentes.
El fruto de este cultivar es de tamaño grande y rico en aromas. Tiene forma oblata con una piel exterior amarillo-verde y pulpa de color ámbar. Ostiolo pequeño y cerrado. Es una variedad dulce y suave con un interior suave y casi cremoso.
Esta variedad es autofértil y no necesita otras higueras para ser polinizada. El higo tiene un ostiolo pequeño que evita el deterioro durante condiciones climáticas adversas.

## Cultivo
Se cultiva sobre todo en el Valle Central y San Joaquin Valley de California. 'Sequoia' son higueras productoras de higos que dan lugar a excelente higos para todo uso, tanto para mermeladas, higos secos y consumo en fresco.
Comparado con la variedad 'Sierra' que hace un árbol grande, mientras que 'Sequoia' es sustancialmente más pequeño y sería más fácil de manejar en el invernadero. Son productivos y de buen sabor, con un buen ostiolo apretado que ayuda a evitar que varios insectos entren al interior de la fruta de higo. 'Sierra' tiene carne de color ámbar claro / rosa dentro, mientras que 'Sequoia' es de color rojo / fresa que es más atractivo fresco. 'Sierra' es un producto seco excepcional, pero tiene un color interior menos atractivo. La piel de ambas variedades es bastante duradera. 'Sequoia' tiene una patente pendiente.

## Variedades de higueras en California para higo fresco
La industria del higo de California está produciendo en aproximadamente 16,000 acres de terrenos cultivados. Según la « "2002 Statistical Review" » ("Revisión Estadística 2002") publicada por el « “California Fig Advisory Board and California Fig Institute at Fresno” » enumera siete cultivares utilizados principalmente (aunque en algunos casos no exclusivamente) para higos enteros secos y pasta de higos. Estos siete cultivares son 'Calimyrna' (6,559 acres), una agrupación de cuatro cultivares identificados como "Adriatics" pero que incluyen 'Conadria', 'White Adriatic', 'DiRedo' y 'Tena' (3,364 acres en combinación), 'White Kadota' (1105 acres) y 'Black Mission' (3702 acres). Dos cultivares adicionales se usan principalmente en California para el mercado de productos frescos: California 'Brown Turkey' (aproximadamente 2000 acres) y un nuevo lanzamiento UC 2005, el higo 'Sierra' (cerca de 200 acres).
Entre las variedades cultivadas 'Sierra', 'White Kadota' y 'Sequoia'. Las variedades 'Calimyrna', 'Black Mission' y 'Sierra' son higos de doble uso, los tres se secan bien, y algunos productores a menudo dirigen parte del cultivo al mercado de productos frescos. El 'White Kadota' es un cultivar de uso múltiple que se puede secar, enlatar y recoger para el mercado de productos frescos con éxito. La calidad de la fruta de ambos cultivos es muy buena. El higo CA 'Brown Turkey' se cultiva casi exclusivamente para el mercado de productos frescos ya que no se seca bien.